# Thomas Sebeok
Thomas Albert Sebeok (født Sebők; 9. november 1920 i Budapest, Ungarn, død 21. december 2001 i Bloomington, Indiana) var en amerikansk semiotiker og lingvist. Han var professor i lingvistik ved Indiana Universitet. Som lingvist specialiserede han sig i det uralske sprog Mari, som han udgav mange beskrivelser af. Som semiotiker var han en af de første semiotikere til at optage Jakob von Uexkülls ideer og dermed definere zoosemiotik og biosemiotik som et felt indenfor den almene semiotik. Gennem sine mange redigerede antologier og forskningshistoriske oversigter var han desuden en af de vigtigste forskere til at definere moderne semiotik som et selvstændigt forskningsfelt med sin egen historie. Han var også chefredaktør af tidsskriftet Semiotica fra det blev grundlagt i 1969 til sin død i 2001. 
Født i Ungarn emigrerede han til England for at studere ved Cambridge, derfra tog han til USA hvor han opnåede statsborgerskab i 1944. Han studerede først ved Chicago og siden ved Princeton, hvor han skrev sin afhandling i lingvistik under vejledning af Roman Jakobson. 